# باهیرگهات
باهیرگهات (به لاتین: Bahirghat) یک روستا در بنگلادش است که در استان باریسال و در ناحیه باریسال واقع شده است.